# Jean Simmons
Jean Simmons (født 31. januar 1929, død 22. januar 2010) var en engelsk-amerikansk skuespillerinde.
Hun filmdebuterede som 14-årig i 1944, og fik gennembrud i Dickens-filmatiseringen Great Expectations (Store forventninger, 1946; som Estella) og i Laurence Oliviers Hamlet (1948; som Ofelia). Hun var en af 1950'ernes førende stjerner, og spillede varierende roller i bl.a. Guys and Dolls (1955), The Big Country (Det store land, 1958), Elmer Gantry (1960) og Spartacus (1960). Hun medvirkede også i fjernsynsserier. Hun har været gift med Stewart Granger 1950-60 og med Richard Brooks 1960-77.